# 川西繸瓣报春
川西繸瓣报春（学名：Primula veitchiana）为报春花科报春花属下的一个种。

## 扩展阅读
- 維基物種上的相關：川西繸瓣报春